# Aunou-le-Faucon

Aunou-le-Faucon este o comună în departamentul Orne, Franța. În 1 ianuarie 2022 avea o populație de 247 de locuitori.